# Bicho de 7 Cabeças
Bicho de 7 Cabeças est un groupe de sept musiciens lisboètes ayant des parcours musicaux distincts et ayant un intérêt commun pour la nouvelle musique populaire portugaise. Le groupe Bicho de 7 Cabeças a été fondé en 2004, par Pedro Martins, Patrícia Martins, Luís Martins, Carlos Penedo, Marina Hasselberg, Luis Fernández et Artur Serra.
À partir de l'univers folklorique et populaire portugais; tels que les « Ballades de Coïmbre », les « romances de Trás-os-Montes et Minho » ou les « chants traditionnels des Beiras » ; et à travers différents styles musicaux du monde ; tels que le tango, la valse, le morna, la musette ou le milonga; Bicho de 7 Cabeças cherche à renouer avec la tradition de la chanson porteuse d'un message.
En 2005, Bicho de 7 Cabeças a gagné le concours Phono 2005, organisé par la Fonoteca Municipal de Lisbonne attribué aux nouveaux groupes portugais.

## Formation
- Artur Serra (voix) (depuis 2004)
- Pedro da Silva Martins (guitare, voix) (depuis 2004)
- Luís José Martins (guitare) (depuis 2004)
- Patrícia Martins (accordéon) (depuis 2004)
- Carlos Penedo (guitare) (depuis 2004)
- Marina Hasselberg (violoncelle) (depuis 2004)
- Luís Fernandes (percussions) (depuis 2004)

## Discographie
- Ao vivo na Associação Abril em Maio (2006)  (090.BIC.20328)